# ヴァニラ (タレント)
ヴァニラは、日本のタレント、モデル、YouTuber 。HYBRID BANK所属。TWIN PLANET ENTERTAINMENT所属（業務提携）。

## 経歴
本名、出身地、年齢は非公表。
公式では出身地はヴェルサイユ宮殿としている。
小中学校では容姿を理由に壮絶ないじめにあう。父親へ相談しても、「お前がブサイクだからだ」と取り合ってくれなかった。冗談交じりに整形した方が良いのかと尋ねるも、「お前はブサイクなんだから整形した方がいいだろ」と冷たく言われてしまったと自身の著書で語っている。(著書P28より)
その一件以降、心を閉ざしてしまい自家中毒も経験した。母親は心配してくれたが、横暴な父には逆らえず、無理やり食事をされるヴァニラを守られなかったと言う。(著書P30より)
2013年にTBSのバラエティ番組『私の何がイケないの?』に出演し、「フランス人形のような身体になりたい」と、美容整形に通う「整形サイボーグ」としてたびたび取り上げられ話題となった。しかし、彼女自身は整形を"カスタム"と称し整形サイボーグという異名を自ら名乗ることは無い。
18歳で二重の手術を受けたのを皮切りに、2013年までに総額2,000万円以上、計30回を超える整形を行ったと自身の著書やテレビで語っている。

## 出演

### テレビ番組
- TBS
  - 私の何がイケないの?
  - 有吉ジャポン
  - 奇人賢人
  - 今夜解禁!ザ・因縁
  - サンデージャポン
  - 水曜日のダウンタウン
- フジテレビ
  - ノンストップ!
  - 悪魔の美容術
  - キテレツ人生SP
  - ダウンタウンなう
  - バイキング
  - 僕らが考える夜
- 日本テレビ
  - ダウンタウンDX
  - ミヤブレ！ジョーカー
- TOKYO MX
  - 5時に夢中!
- 関西テレビ
  - ギョクセキっ!
  - 快傑えみちゃんねる
  - ヤバイブル～キセキの危機回避マニュアル～
- テレビ東京
  - 解禁!暴露ナイト
  - じっくり聞いタロウ

- 読売テレビ
  - 情報ライブ ミヤネ屋
  - 上沼・高田のクギズケ!
- テレビ大阪
- たかじんNOマネー〜人生は金時なり〜
- テレビ朝日
  - あるある議事堂
- 毎日放送
  - メッセンジャー&なるみの大阪ワイドショー

### CM
- 東京美容外科（2013年）

### 映画
- 麻雀放浪記2020（2019年4月5日公開、東映） - 量産型AI搭載セクサロイド 役

### アニメ
- 「ふたばにめ」(2019年)タイトルコール　双葉社
- 異世界の門　紡がれる絆と共鳴する生命（いのち）（2021年）カーラ役

## 著書
- 『超整形美人』（2013年11月7日、竹書房）ISBN 978-4812497388